# 消防長
消防長（しょうぼうちょう）は、日本の市町村が設置している消防組織の長を指し、消防吏員の最高責任者を示す役職名である。
消防長は消防本部あるいは消防局の長として管轄区域内の消防署、分署、出張所など全ての拠点を指揮する立場にあり、消防組織を設置する市町村の市町村長と同様に統括及び監督する権限を有する。
市町村によって行政規模が異なるため、総務省消防庁では消防長の階級をその自治体の規模に応じて定めている。
また、災害時は非常勤の消防団員からなる消防団を指揮下に入れることができ、消防団長および消防団員を指揮することができる。

## 東京都
東京都の場合は、消防組織法上、特別区と市町村の間で消防に関する責任の所在が異なるため、以下に解説する。

### 特別区
まず「特別区」の場合であるが、特別区は連合して消防に関する責任を負担する（消防組織法第26条参照）。そして、この区域においては東京都知事が消防を管理することとなっており（同法第27条）、これに基づき「東京都の機関」としての東京消防庁が置かれ（東京消防庁の設置等に関する条例第2条）、消防総監がこの区域の消防長となることとなっている（東京消防庁の組織等に関する規則第8条第2項）。

### 多摩及び島嶼
一方、「多摩」及び「島嶼」（島嶼。伊豆七島や小笠原など離島）の区域においては、消防組織法の原則の通り、各市町村が消防に関する責任を負う（消防組織法第6条）。しかし実際には稲城市を除く多摩地域の各市町村は東京都に消防事務の委託を行っているため（消防団にかかる業務、消火栓や防火水槽の設置や維持管理に関する業務などは除く）、この区域においても東京消防庁が管轄権を有し、消防総監がこれらの市町村の消防長も兼ねている。ただし、大島町、三宅村、八丈町においては、各町村が独自に消防本部（常備消防）を設置し消防事務を行っている。東京消防庁の管轄は政令危険物施設のみとなっている。東京都例規一覧「消防事務の受託」参照。

## 消防法規における消防長の主な規定

### 消防組織法
- 第13条
  - 1　消防本部の長は、消防長とする。
  - 2　消防長は、消防本部の事務を統括し、消防職員を指揮監督する。
- 第14条
  - 1　消防署の長は、消防署長とする。
  - 2　消防署長は、消防長の指揮監督を受け、消防署の事務を統括し、所属の消防職員を指揮監督する。
- 第14条の2　消防職員は、上司の指揮監督を受け、消防事務に従事する。
- 第14条の3
  - 1　消防長は、市町村長が任命し、消防長以外の消防職員は、市町村長の承認を得て消防長が任命する。
  - 2　消防長及び消防署長は、政令で定める資格を有する者でなければならない。

その他、消防長の任務は消防組織法及び消防法において規定されている。

### 国民保護法
- 第62条　市町村長は避難実地要領で定めるところにより、当該市町村職員並びに消防長並びに消防団長を指揮し、避難住民を誘導させなければならない。

## 消防長の階級(消防庁：「消防吏員の階級の基準」より抜粋)
総務省消防庁「消防吏員の階級の基準」
- 第2条　消防長の職にある者の階級は、次の各号によるものとする。 
  - 1　消防総監の階級を用いることのできる者は、消防組織法（昭和22年法律第226号）第17条第2項の特別区の消防長とする。
  - 2 　消防司監の階級を用いることのできる者は、地方自治法（昭和22年法律第67号）第252条の19第1項の政令で指定する人口50万以上の市の消防長とする。
  - 3　消防正監の階級を用いることのできる者は、消防吏員の数が200人以上又は人口30万以上の市町村の消防長とする。
  - 4　消防監の階級を用いることのできる者は、消防吏員の数が100人以上又は人口10万以上の市町村の消防長とする。
  - 5　消防司令長の階級を用いることのできる者は、第2号から前号までに掲げる市町村以外の市町村の消防長とする。

このように、人口や定員など規模にもよるが、小さい本部では消防司令長から消防長となれる（警察に於いて、小規模の警察本部では警視長が本部長を務めるのと同様）。消防監が消防長の場合は消防司令長は消防署長（＝大隊長）。東京都以外は、たとえ政令指定都市であっても消防長は消防司監。
なお、上記のように消防長の階級は消防本部の規模によって異なるが、「消防長としての役職に伴う権限や責任」は階級に関わらず同等である。
例えば、広域災害や大規模な防災訓練などのように複数の消防本部が合同で活動する場合、消防長の階級が消防本部によって異なっていても担う責任や行使できる権限は同じであり、「消防監の消防長が消防司令長の消防長よりも上位に位置する」といったことはない。緊急消防援助隊の派遣を受けた地元であっても援助隊を構成する各隊への指揮命令権はない。